# Wolfgang Werth
Wolfgang Werth (* 1937 in Rudolstadt (Thüringen)) ist ein deutscher Literaturkritiker.
Nach der Flucht aus der DDR 1956 studierte er Germanistik, Romanistik und Publizistik an der FU Berlin. Er arbeitete zunächst als Redakteur (Heilbronner Stimme, Deutsche Zeitung und Der Monat) dann freier Literaturkritiker. Von  1973 an Feuilleton-Redakteur bei der Süddeutschen Zeitung, leitete von 1979 bis 2001 deren Literaturredaktion.

Für seine Gedichtinterpretationen in der Samstagsbeilage der Frankfurter Allgemeinen Zeitung bekam er 2000 den Preis der Frankfurter Anthologie.